# ساوث بند
ساوث بند (بالإنجليزية: South Bend, Indiana)‏، هي مدينة في شمال ولايه انديانا الأمريكية وتعتبر من أكبر المدن فيها.
اشتق اسمها من موقعها بالنسبة لنهر سان جوزف الذي يمر بها.

## المناخ
يظهر الجدول التالي التغييرات المناخية على مدار السنة لساوث بند:
| البيانات المناخية لـساوث بند              | البيانات المناخية لـساوث بند | البيانات المناخية لـساوث بند | البيانات المناخية لـساوث بند | البيانات المناخية لـساوث بند | البيانات المناخية لـساوث بند | البيانات المناخية لـساوث بند | البيانات المناخية لـساوث بند | البيانات المناخية لـساوث بند | البيانات المناخية لـساوث بند | البيانات المناخية لـساوث بند | البيانات المناخية لـساوث بند | البيانات المناخية لـساوث بند | البيانات المناخية لـساوث بند |
| الشهر                                     | يناير                        | فبراير                       | مارس                         | أبريل                        | مايو                         | يونيو                        | يوليو                        | أغسطس                        | سبتمبر                       | أكتوبر                       | نوفمبر                       | ديسمبر                       | المعدل السنوي                |
| ----------------------------------------- | ---------------------------- | ---------------------------- | ---------------------------- | ---------------------------- | ---------------------------- | ---------------------------- | ---------------------------- | ---------------------------- | ---------------------------- | ---------------------------- | ---------------------------- | ---------------------------- | ---------------------------- |
| الدرجة القصوى °ف (°م)                     | 68 (20)                      | 74 (23)                      | 85 (29)                      | 91 (33)                      | 96 (36)                      | 106 (41)                     | 109 (43)                     | 105 (41)                     | 99 (37)                      | 92 (33)                      | 82 (28)                      | 70 (21)                      | 109 (43)                     |
| متوسط درجة الحرارة الكبرى °ف (°م)         | 31.8 (−0.1)                  | 35.6 (2.0)                   | 47.0 (8.3)                   | 59.9 (15.5)                  | 70.4 (21.3)                  | 79.8 (26.6)                  | 83.3 (28.5)                  | 81.3 (27.4)                  | 74.4 (23.6)                  | 62.0 (16.7)                  | 48.6 (9.2)                   | 35.5 (1.9)                   | 59.1 (15.1)                  |
| متوسط درجة الحرارة الصغرى °ف (°م)         | 17.9 (−7.8)                  | 20.7 (−6.3)                  | 28.7 (−1.8)                  | 38.9 (3.8)                   | 48.8 (9.3)                   | 58.9 (14.9)                  | 63.3 (17.4)                  | 61.9 (16.6)                  | 53.8 (12.1)                  | 42.8 (6.0)                   | 33.4 (0.8)                   | 22.6 (−5.2)                  | 41.0 (5.0)                   |
| أدنى درجة حرارة °ف (°م)                   | −22 (−30)                    | −20 (−29)                    | −13 (−25)                    | 11 (−12)                     | 24 (−4)                      | 35 (2)                       | 42 (6)                       | 40 (4)                       | 29 (−2)                      | 12 (−11)                     | −7 (−22)                     | −18 (−28)                    | −22 (−30)                    |
| الهطول إنش (مم)                           | 2.28 (58)                    | 1.95 (50)                    | 2.41 (61)                    | 3.23 (82)                    | 3.83 (97)                    | 3.79 (96)                    | 4.00 (102)                   | 3.76 (96)                    | 3.53 (90)                    | 3.32 (84)                    | 3.27 (83)                    | 2.61 (66)                    | 37.97 (964)                  |
| متوسط تساقط الثلوج إنش (سم)               | 21.6 (55)                    | 15.1 (38)                    | 6.8 (17)                     | 1.4 (3.6)                    | 0 (0)                        | 0 (0)                        | 0 (0)                        | 0 (0)                        | 0 (0)                        | 0.4 (1.0)                    | 4.7 (12)                     | 17.3 (44)                    | 70.4 (179)                   |
| متوسط أيام هطول الأمطار (≥ 0.01 in)       | 15.7                         | 11.8                         | 12.7                         | 13.2                         | 12.3                         | 10.3                         | 9.5                          | 9.9                          | 9.9                          | 10.9                         | 13.4                         | 15.8                         | 145.4                        |
| متوسط الأيام المثلجة (≥ 0.1 in)           | 13.1                         | 9.2                          | 5.3                          | 1.7                          | 0                            | 0                            | 0                            | 0                            | 0.1                          | 0.4                          | 3.6                          | 10.9                         | 44.3                         |
| المصدر #1: The Weather Channel (extremes) |                              |                              |                              |                              |                              |                              |                              |                              |                              |                              |                              |                              |                              |
| المصدر #2: NOAA                           |                              |                              |                              |                              |                              |                              |                              |                              |                              |                              |                              |                              |                              |

## توأمة
لساوث بند اتفاقيات توأمة مع كل من:
- آرتسبرغ
- تشيستوخوفا

## أعلام
- إريك فيشاوس
- جون هوارد يودر
- بيت بوتجيج
- دين نوريس
- جانيس إي فوس
- سكايلر كولفاكس